# ジャレット・マーティン
ジャレット・ロバート・マーティン（Jarret Robert Martin , 1989年8月14日 - ）は、アメリカ合衆国・カリフォルニア州カーン郡ベーカーズフィールド出身のプロ野球選手（投手）。左投左打。MLB・オークランド・アスレチックス傘下所属。

## 経歴

### プロ入り前
2008年のMLBドラフト19巡目（全体566位）でボルチモア・オリオールズから指名されるも、この時は入団せず。

### プロ入りとオリオールズ傘下時代
2009年のMLBドラフト18巡目（全体536位）で再びオリオールズから指名され、プロ入り。
2010年は傘下のアパラチアンリーグのルーキー級ブルーフィールド・オリオールズでプロデビューし、13試合に登板して3勝5敗・防御率4.07・68奪三振の成績を残した。
2011年はA級デルマーバ・ショアバーズでプレーし、31試合に登板して5勝12敗1セーブ・防御率4.96・97奪三振の成績を残した。

### ドジャース傘下時代
2011年12月8日にデイナ・イブランドとのトレードで、タイラー・ヘンソンと共にロサンゼルス・ドジャースへ移籍した。
2012年はA級グレートレイクス・ルーンズでプレーし、16試合に登板して4勝5敗・防御率4.29・78奪三振の成績を残した。8月からA+級ランチョクカモンガ・クエークスに昇格。2試合に登板して0勝1敗・防御率12.27・2奪三振の成績を残した。
2013年はA+級ランチョクカモンガでプレーし、29試合に登板して6勝7敗2セーブ・防御率4.62・95奪三振の成績を残した。8月にAA級チャタヌーガ・ルックアウツへ昇格。11試合に登板して防御率1.69・12奪三振の成績を残した。オフの11月20日に40人枠入りを果たした。
2014年はAA級チャタヌーガでプレーし、46試合に登板して1勝1敗7セーブ・防御率3.29・64奪三振の成績を残した。

### ブルワーズ傘下時代
2014年12月18日にショーン・ザラーガとのトレードで、ミルウォーキー・ブルワーズへ移籍した。
2015年は傘下のルーキー級アリゾナリーグ・ブルワーズとA級ウィスコンシン・ティンバーラトラーズでプレーし、2球団合計で8試合に登板して1勝1敗・防御率16.50・5奪三振の成績を残した。

### 独立リーグ時代
2016年3月3日に独立リーグ・アメリカン・アソシエーションのラレド・リーマーズと契約したが同球団では登板せず、4月6日にカナディアン・アメリカン・リーグの球団であるロックランド・ボールダーズへトレードされた。この年はロックランドの他にオタワ・チャンピオンズとサセックスカウンティー・マイナーズでもプレーした。
2017年はアトランティックリーグのヨーク・レボリューションでプレーした。

### ジャイアンツ傘下時代
2017年6月3日にサンフランシスコ・ジャイアンツとマイナー契約を結び、傘下のAA級リッチモンド・フライングスクウォーレルズへ配属された。オフの11月6日にFAとなった。

### アスレチックス傘下時代
2018年1月10日にオークランド・アスレチックスとマイナー契約を結び、スプリングトレーニングに招待選手として参加することになった。